# Flamenko
Flamenko je glasbeni in plesni stil, ki izhaja iz Andaluzije in se je razvil iz ljudske glasbe značilne za južno Španijo. Osnovni elementi flamenko glasbe so petje, kitara in ples.
Flamenko, kot ga poznamo danes, se je formiral šele v zadnji tretjini 19. stoletja, ko se je iz ljudske tradicije preoblikoval v umetnost in pridobil tovrstno denominacijo. Njegove korenine pa segajo daleč nazaj v zgodovino. Čeprav se flamenko tradicija tesno povezuje z andaluzijskimi cigani, ki so prišli v Španijo v 15. stoletju, so nanj vplivale tudi raznovrstne druge kulture in etnične skupine, med njimi se največkrat omenja jude, arabce, moriske in payose (denominacija, s katero so cigani označevali tiste, ki niso bili del njihove skupnosti). Flamenko je izredno ekspresivna in izrazna glasbena zvrst, saj je že od samega začetka služila ljudstvu, ujetemu v težke družbenoekonomske okoliščine, za izražanje svojih čustev.
16. novembra 2010 je UNESCO razglasil flamenko za eno od mojstrovin svetovne kulturne dediščine.

### Ples
Flamenko je solo ples, ki ga plešejo moški ali ženske. Prepoznavne značilnosti so trdnost, udarnost, introvertiranost in težnja giba k tlom, pri čemer imajo pomembno vlogo noge, ki s pomočjo posebnih flamenko čevljev narekujejo ritem. Poznamo različne tehnike nog: punteado, desplante ali pateo, zapateado ali taconeo. Čeprav je velik poudarek na nogah, se pleše s celotnim telesom, pri čemer se dopolnjujeta eleganca in trdnost.

Kitara je glavni inštrument, ki spremlja ples, največkrat se pridruži tudi ploskanje, tleskanje ali kastanjete. Flamenko je abstrakten ples, ki dopušča veliko improvizacije, pri čemer se plesalec mora prepustiti svojemu čutenju.

### Kitara
Španska kitara kot inštrument izvira iz posebnega tipa lutnje z dolgim vratom, ki so jo na iberski polotok prinesli Arabci v 12. stoletju. Šele v 19. stoletju pa se pojavijo prve prave flamenko kitare po zaslugi Antonia de Torres Jurada (1817-1892), ki jim je dal obliko kakršno poznamo dandanes. Flamenko kitara se loči od klasične po leseni glavi, manjšem trupu, je lažja, obod in dno sta iz ciprese, držalo za strune je nizko, prav tako kobilica, saj omogočata lažje igranje ligature na levi roki, ob zvočnici imajo največkrat nameščen golpeador, saj se kitaro uporablja tudi kot tolkalo, itd.    
Z glasbenega vidika je za flamenko kitaro značilna andaluzijska letvica ali kadenca, ki jo sestavljajo A mol, G dur, F dur ter E dur.

### Petje
Prve oblike petja niso imele glasbene spremljave in se jih označuje z imenom romances ali corridos. 
Leta 1922 sta znameniti španski pesnik Federico Gracía Lorca in Manuel de Falla organizirala pevsko tekmovanje prvinskega andaluzijskega petja imenovanega Cante Jondo. Prvič v zgodovini se je javno obeležilo flamenko, kot kulturno dejavnost, podprto s strani številnih intelektualcev. 
K razvoju flamenko petja so pripomogli naslednji vplivi:
- Orientalski: grško-bizantinskega, arabskega, judovskega, hindujskega in perzijskega izvora: liturgije, sinagoško petje, mujezinski klici, perzijske glasbe Ziryab, hindujske melodije, berberske melodije in mozarabske jarche
- Ljudske andaluzijske romance iz katerih so se razvile prvotne oblike petja brez kitare, fandangosi andaluzijske folklore, poznani tudi kot »fandangosi iz juga«
- Cigani s svojimi posebnimi darovi za glasbeno izražanje
- Vpliv afrokubanske glasbe

Španska ljudska poezija ali copla flamenca
Besedila, ki se pojejo v flamenku, imajo dolgo in bogato literarno zgodovino. V njih so prisotne pesmi ustnega izročila in neznanih avtorjev. Ljudska poezija je bila skozi zgodovino vse do sredine 19. stoletja v senci umetne poezije, saj je bila ta veliko bolj cenjena kot ljudska. Šele v obdobju romantike so se pisatelji in pesniki začeli zavedati pomembnosti ljudskega izročila in se v njem navdihovati, kar je bila posledica narodne ozaveščenosti, ki je prevladovala v tem obdobju. Odnos do teh dveh vrst poezije se kaže tudi v besedah španskega romantika Gustava Adolfa Bécquerja, ki loči razkošno "okrašeno", premišljeno in mogočno poezijo od naravne, preproste, kratke in spontane, brez kakršnekoli izumetničenosti. Bécquer se ni navezoval na katerokoli ljudsko poezijo, ampak opisi pričajo, da je govoril o flamenko stihih. Tudi Antonio Machado, prav tako velik španski pesnik, se je v svojih pesmih navezoval na ljudske pesmi flamenko porekla. »Če iščete pesnike, varujte svojo folkloro. Saj pravo poezijo piše ljudstvo.«

## Struktura
Tradicionalni flamenko, tisti, ki se pleše v tablaosih, ima natančno določeno strukturo. Vsaka zvrst ima malenkost drugačno različico te strukture, naslednji elementi pa so ključni ne glede na zvrst.
Kitarski in pevski uvod (salida del cante): Kitara določi in sporoči poslušalcu tonaliteto in zvrst. Pevec odpoje značiln uvodni del, ki ustreza določeni zvrsti. Npr.: ayeo, tirititrán, lereles, laralas itd. Pleselec med tem časom sedi in spremlja s ploskanjem ali pa se sprehodi po ritmu na oder (paseo).
Falseta: Falseta je krajši melodični del, v katerem je v ospredju kitarist. Plesalec spremlja kitarista z lahkotnejšo koreografijo in zaključi z llamado.
Llamada: kombinacija močnješih udarcev nog, s katerimi se sporoči pevcu, da naj začne s petjem prve kitice. Namesto llamade plesalec lahko naredi sekvenco imenovano subida de pies, ki pospeši hitrost in se zaključi s sekvenco izredno močnih udarcev imenovanih cierre. Llamada pomeni klic, saj s tem elementom plesalec pokliče pevca, da odpoje naslednjo kitico.
Remate: Odločen zaključek plesalca po vsaki kitici, ki iz gledalca po navadi izvabi znamenit vzklik, »¡olé!«.
Escobilla: Daljša sekvenca cepetanja ali topotanja s petami (zapateo ali taconeo), ki se začne v preprostem in počasnem ritmu in prehaja v vedno hitrejšega in zahtevnejšega. V tem delu je v ospredju plesalec.
Kitice in markiranje: V teh delih je v ospredju vokalist. Plesalec ga spremlja le s telesnimi gibi ali lahkotnejšimi nogami, da ne preglasi petja.

## Zgodovina
Po španski vojni za neodvisnost v času napoleonskih vojn se Španija ideološko razdeli na tiste, ki so sprejeli močan francoski vpliv in tiste, ki so se mu uprli. Slednji so si prizadevali oživiti špansko nacionalno zavest in našli prototip v andaluzijskem ciganu. Odprtje šol za bikoborbo v Rondi in Sevilji skupaj z vsesplošnim navdušenjem nad andaluzijskim duhom, ki je bil občudovan tudi s strani evropskih potujočih romantikov, so omogočili prodor andaluzijske kulture na sam dvor v Madridu.
V tem času besedila pesmi pridobijo tudi politično vsebino. Leta 1812 se v Cádizu razglasi prva španska ustava, ki se je zgledovala po francoski in veljala za eno najbolj liberalističnih svojega časa. V skladu z naprednimi liberalnimi idejami so tudi flamenko besedila izražala protest absolutistični vladavini Ferdinanda VII in imperialistični politiki španske krone, ki je mnoge poslala služit vojaški rok čez ocean. Stik s kolonijami in afroameriško kulturo je pomenil medsebojni vpliv med glasbenimi zvrstmi obeh kontinentov. Za flamenko najbolj reprezentativen rezultat so cantes de ida y vuelta.
Kot simbol narodne zavesti se flamenko zopet pojavi v času diktature (1939-1975) in do velike mere služi politični ideologiji, ki nadvlada v tem času. Za tovrstne namene je bil prilagojen in okrnjen pod vplivom stroge cenzure. V 60. letih pa se vse več umetnikov začne upirati totalitarnemu režimu in svoje nesoglašanje in upor izražajo v besedilih pesmi.
V 70. letih dvajsetega stoletja, v času tranzicije se v Španiji zgodijo številne družbene in politične spremembe. Prej totalitarističen režim ni dopuščal tolikšnega prodora glasbenih vplivov iz Evrope in Amerike, ki v času tranzicije močno vplivajo na flamenko. Zahvaljujoč legendarnima kitaristoma Pacu de Lucíi in Manolu Sanlúcarju se flamenko preoblikuje in obogati z drugimi glasbenimi žanri, kot so jazz, arabska in brazilska glasba, salsa, bossa nova, klasična, prav tako pa se vključi nove inštrumente, na primer kahon in prečno flavto. Prelomne spremembe doprinese tudi Juan Peña El Lebrijano, ki je flamenko združil z glasbo andalusí (zvrst arabske glasbe v severni Afriki) in Enrique Morente, ki je bil sprva naklonjen purizmu, kasneje pa je v flamenko začel vnašati rock elemente. Enrique Morente, kakor tudi slavni vokalist Camarón de la Isla sta se kot glasbenika izoblikovala v skladu s tradicijo, ampak slovita predvsem zaradi svojih drznih inovacij. Pomembno je razumeti, da so vse te spremembe spoštovale dotedanjo flamenko zapuščino in se na njej osnovale. Umetniki niso izumljali novih zvrsti, temveč jih le obogatili. Camarón in Morente sta močen vpliv pustila tudi v svojih besedilih. V tradicionalne kitice sta vključila dela klasičnih in modernih pesnikov, kot so Lope de Vega, San Juan de la Cruz, Miguel Hernández, Alberti, García Lorca, Fernando Villalón, Al Mutamid, Ibn Hazem, brata Machado, Fernando Pessoa, Borges, itd. čemur so kasneje sledili številni pevci.
Flamenko opera
Med letom 1920 in 1955 se flamenko pojavi tudi v gledališču in na arenah za bikoborbe pod imenom flamenko opere. Poimenovanje je bila zgolj zvijača podjetnikov, ki so želeli zaslužiti čim več. V tem času so se flamenko spektakli razširili ne samo po celotni Španiji, temveč tudi po svetu. Popularizacija in narek kapitalizma sta delno izrinila najbolj stare in temeljne stile flamenka, medtem ko so bolj lahkotni stili, kot so cantiñas, cantos de ida y vuelta (pesmi prihoda in odhoda) in pa fandangos, prišli v ospredje. 
Cafes cantantes
V drugi polovici 19. stoletja in v začetku 20. stoletja se pojavijo cafes cantantes, nočni lokali, ki so pomenili veliko prelomnico za razvoj flamenka. Glasbeniki so iz ulic prešli na odrske deske in nastopi, ki so jih prirejali, so postajali vedno bolj profesionalni. Napredek v tehniki in kvaliteti je spodbudila predvsem tekmovalnost med umetniki, prav tako je vplivala na razvoj številnih stilov. Tovrstni lokali so se razširili po celotni Španiji in omogočili nadaljnji razvoj.

## Zvrsti
Flamenko se deli na več podzvrsti ali stilov, ki se imenujejo palos. Vsaka zvrst ima svoje ime in se razlikuje od drugih bodisi po ritmični strukturi, tonaliteti bodisi po lastnostih, ki jo opredeli kot veseljaško oziroma resnobno zvrst.
Saeta
Saeta je ljudska pesem, ki spremlja procesije v času Velike noči. Flamenko Saeta izhaja iz tovrstnega petja in se v svoji prvi obliki pojavi okoli leta 1840, zaznamuje pa jo izrazito počasno in monotono petje. V 20. stoletju jo dokončno izoblikujeta Enrique El Mellizo v Kadizu in Manuel Centeno v Sevilji. Dandanes je saeta sestavljena iz 4 ali 5 osemzložnih verzov. 
Seguiriyas in Soleá
Ta dva stila sta najbolj globoka, surova, tragična in dajeta občutek absolutne čustvene razgaljenosti. Poimenovanje Soleá, bi po mnenju nekaterih flamenkologov lahko izhajalo iz španske besede za samoto, soledad. Soleá je eden izmen najzahtevnejših stilov, zaradi svečanosti in veličastnosti, ki jo definirata.
Serrana ima isto ritmično shemo kot seguriya, za uvod služi zvrst Liviana, ki je lahkotnejša različica seguiriye. 
Bulerías
Izhajajo iz ritmične sheme soleá in so značilno veseljaške in igrive. Beseda izhaja iz glagola burlarse, ki pomeni norčevati se.
Cantiñas
Na splošno poznane tudi kot cantes de Cádiz (pesmi iz Cadiza). Po ritmični shemi izhajajo iz soleá, njihove glavne značilnosti pa so: prevladovanje ritmike in v nasprotju s soleares, veliko manj čustvujoč stil, ki v svojih verzih predvsem opeva mesto Cádiz, njegove prebivalce in zgodovino, običaje itd. Sklop Cantiñas se deli na več različnih podzvrsti: alegrías, mirabrás, romeras in caracoles.
Tangos in tientos
Dva najbolj osnovna flamenko stila, ki sta med seboj zelo povezana, saj se je tientos razvil na osnovi tangosa. Tangos prihaja iz besede tangere in pomeni dotikati se. Tientos ima bolj počasen, svečan in zapleten ritem. Glavna umetnica tega stila je Pastora Pavón, la Niña de los Peines. Za tientos-tangos je značilen glasbeni in čustveni prehod iz melanholije v živahnost in ritmičnost. Podzvrsti so: tanguillos, ki se povezujejo z znamenitim karnevalom v Kadizu in so prepoznavni po šaljivem pridihu. La Mariana, pesem, ki jo je pel nek cigan na ulici v Sevilji in je bila kasneje prilagojena na ritem tientosa. Zelo znani zvrsti, ki se pojeta v ritmu tangosov iz Malage sta Garrotín in Farruca. Izhajata iz asturijske in galicijske folklore. 
Fandangos
Fandangos je zvrst folklore, ki je razširjena po celotni Španiji. Iz te zvrsti, natančneje poimenovane Fandangos del sur (fandangosi iz juga), se je razvilo petje brez ritma (cantos libres del compás), z izjemo fandagosov iz Huelve, ki imajo tudi ritem. Slednji so sestavljeni iz petih kitic osemzložnih verzov z asonančno rimo, od kateri se eden ponovi. Le nekateri fandangosi so tudi plesni. 
Andaluzijske pesmi
Poleg naštetih stilov obstajajo tudi tisti, ki se ne uvrščajo v kategorijo flamenka, ampak se jih zaradi podobnosti označuje z izrazom aflamencado. Značilnosti flamenka imajo na primer villancicos ali božične pesmi, nanas ali uspavanke in zelo popularne seviljane. 
Cantes de ida y vuelta
Pesmi odhoda in prihoda so skupek hispanoameriških pesmi, ki so jih prinesli španski izseljenci in v večini izhajajo iz kubanske in argentinske folklore. Najbolj izstopajoče zvrsti so la colombiana, la guajira, la milonga, la rumba in la vidalita, ki so se popularizirale v času flamenko opere.